# 尚龐–巴瓦加德考古公園
尚庞–巴瓦加德考古公园坐落于印度古吉拉特邦的潘奇马哈斯县。该考古公园接近由古吉拉特苏丹马哈茂德·伯克达兴建的古城尚庞，并由巴瓦加德山上的高地堡垒拱卫。考古公园内的遗迹包括青铜时代的史前遗址，早期印度都城的城堡， 16世纪时古吉拉特王国首都的遗址，以及8世纪至14世纪的宫殿，清真寺，陵墓，庙宇，阶梯井和蓄水池。建立于巴瓦加德山丘上的卡利卡玛塔寺，一直是印度教的圣地，常年吸引着大量的朝圣者。该遗址是莫卧儿王朝之前唯一一个完整的无变化的伊斯兰城市。
尚庞–巴瓦加德考古公园记录了从印度文化到伊斯兰文化的历史变迁，同时也保留了15世纪晚期到16世纪早期莫卧儿帝国以前的伊斯兰建筑。该考古公园于2004年入选世界遗产名录。

## 历史
从考古遗迹和文字记录来看，尚庞地区早在青铜时代就有人定居了。但是，在公元400年之前，该地区一直没有很繁荣的文明。当地传说称，时母的右脚拇指踩到了这里的群山，然后由此衍生出了山里的神明。
尚庞的名字来自恰姆帕（Champa），据传是一位商人（Vania）或农夫（Kanbi）。他在查维达王朝统治时期（公元746-806年）建立了这个城市。尚庞被安黑普尔巴丹（Anhilwad Patan）统治到1297年左右，直到被阿拉乌丁·卡尔吉占领。在卡尔吉王朝，尚庞称为了一个城堡。在此期间，拉其普特的肖汉人也曾在尚庞定居。巴瓦加德山曾分别被索兰奇王朝和金齐肖汉人统治，在1418到1450年之间，他们依托山上的城防击退了附近的伊达国和来自艾哈迈达巴德的穆斯林统治者的入侵。1483年，苏丹马哈茂德·伯克达的大将马利克·阿萨德（Malik Asad）入侵尚庞地区时被杀，苏丹的大军因此围攻巴瓦加德山长达一年之久，并最终在1484年11月17日占领城堡。苏丹马哈茂德·伯克达在占领城市后，将城市重新命名为穆哈默德巴德·尚庞（Muhmudabad Champaner），并将其作为自己的主城长达23年之久，并最终变成苏丹国的首都。在此期间，苏丹马哈茂德·伯克达开始兴修各个清真寺。
在苏丹国统治期间，尚庞盛产芒果，檀木和各色丝绸。商业和手工业十分兴旺。苏丹马哈茂德·伯克达于1511年去世，其继任者继续统治尚庞直到1536年巴哈杜尔沙阿去世。1535年，莫卧儿帝国君主胡马雍入侵尚庞。巴哈杜尔沙阿去世后，苏丹国首都搬回了艾哈迈达巴德，尚庞因此急速衰落，几乎被废弃。英国殖民者于1803年首次来到尚庞，此时尚庞大约只有500人靠生产生丝维生，城市大部分也被毁了。1812年，一场霍乱袭击了尚庞，只有400户居民幸存。英国殖民者最终于1829年7月13日占领尚庞。

## 建筑景观

### 城堡和围墙
尚庞城堡最初由统治古吉拉特的索兰奇诸王兴建，后来在金齐肖汉人统治时期得以加固。1484年，苏丹马哈茂德·伯克达占领了该城堡，并将其命名为穆罕莫德巴德·尚庞。城防自毛利亚高原（Mauliya plateau）始，跨越附近的丘陵并终于山下的平原。城防规模浩大，城墙由砂岩建成，且在连接处修有要塞，而要塞则被精致的瞭望台装饰。城墙上砌有若干城门，而城内则有军营和监狱。

### 寺庙
考古公园内最早的寺庙坐落在巴瓦加德山上的毛利亚高原，兴建于公元10-11世纪，供奉拉库利萨神。该寺庙已经废弃，仅有部分残余。遗迹内可以见到拉库利萨，湿婆，梵天和毗湿奴的造像。该寺庙按传统印度神庙样式修建。
公园内游人最多的寺庙为卡力卡玛达寺。寺内供奉有三座女神造像：中间的造像为时母，左侧的造像为巴忽查拉女神，而右侧的造像依然为时母。有趣的是，寺内的尖塔有一处祭坛，供奉的是在本地广受崇拜的穆斯林圣人沙达那得沙长者（Sadanadsha Pir）。该寺庙为古吉拉特邦第三大的夏克提神庙，同时也以怛特罗崇拜闻名。卡利卡玛达寺由一条740米长的单缆索道链接，该索道每小时能运输1200人次，是印度全国最高的索道 。

### 清真寺

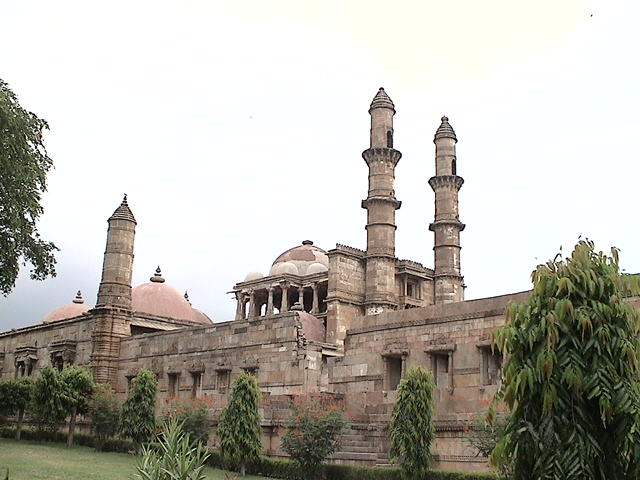
迦玛清真寺

尚庞–巴瓦加德考古公园内最重要的清真寺是迦玛清真寺。该清真寺由苏丹马哈茂德·伯克达兴建，接近尚庞城堡东门。迦玛清真寺的建筑混合了印度传统风格和穆斯林建筑风格，内部装饰优雅，被誉为西印度地区最精致的清真寺 。迦玛清真寺修建于高台之上，有一个中央穹顶，两座30米高的宣礼塔，172根石柱，7座壁龛和数个雕饰华丽的门。莫卧儿建筑风格据信起源于本地，并综合了印度宗教的教义以及穆斯林的思想和建筑工艺，而迦玛清真寺的中央穹顶体现了这种风格的结合。清真寺表面装饰有太阳，钻石，瓶罐和藤蔓样式的浮雕，也有常见于早期寺庙的荷花标志。清真寺内还有三处椭圆形壁画，一处在讲台上方，还有两处在讲台侧面，三处壁画均刻有古兰经中的箴言。两座宣礼塔中的一座于1812年的一场炮战中受损。

## 登录过程
- 2004年。在联合国教科文组织第28次世界遗产委员会会议作为文化遗产列入《世界遗产名录》[1]。

## 登录基准
该世界遗产被认为满足世界遺產登錄基準中的以下基準而予以登錄：
- （iii）呈现有关现存或者已经消失的文化传统、文明的独特或稀有之证据。
- （iv）关于呈现人类历史重要阶段的建筑类型，或者建筑及技术的组合，或者景观上的卓越典范。
- （v）代表某一个或数个文化的人类传统聚落或土地使用，提供出色的典范－特别是因为难以抗拒的历史潮流而处于消灭危机的场合。
- （vi）具有显著普遍价值的事件、活的传统、理念、信仰、艺术及文学作品，有直接或实质的连结（世界遗产委员会认为该基准应最好与其他基准共同使用）。